# Eddie Huang

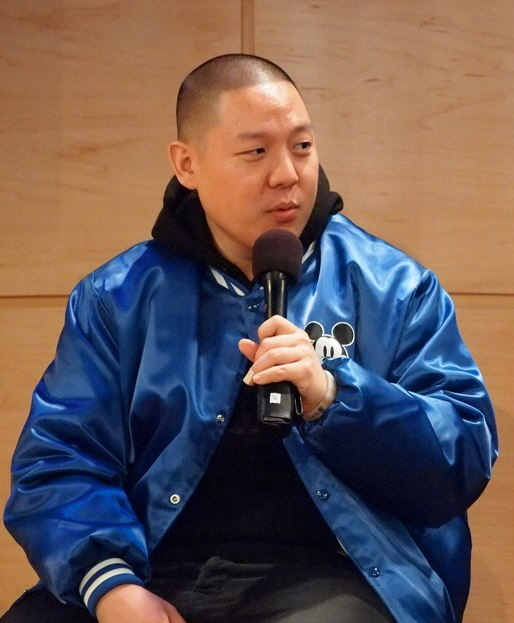
Eddie Huang, 2013 in NYC

Eddie Charles Huang (* 1. März 1982 in Washington, D.C.) ist ein US-amerikanischer Schriftsteller, Koch, Gastronom, Food-Persönlichkeit, Produzent und Rechtsanwalt.
Er ist Mitinhaber des BaoHauses, eines Gua-Bao-Restaurants im East Village Lower Manhattan. Huang war zuvor Gastgeber von Huang’s World for Viceland. Seine Autobiographie, Fresh Off the Boat: Ein Memoir, wurde später in die gleichnamige Fernsehserie Fresh Off the Boat überführt, die bei der American Broadcasting Company (ABC) ausgestrahlt wird.

## Jugendjahre und Ausbildung
Huang wurde in Washington, D.C. als Sohn von Jessica und Louis Huang, die Immigranten und vormalige Waishengren aus Taiwan waren, geboren. Die Vorfahren des Vaters stammten von Hunan und die seiner Mutter von Shandong vom chinesischen Festland.
Huang wuchs in Washington D.C., Silver Spring (MD) und North Virginia auf, zog dann aber nach Orlando (Florida), wo sein Vater eine erfolgreiche Gruppe von Steak- und Fischrestaurants leitete, darunter das „Atlantic Bay Seafood and Grill“ und das „Cattleman's Ranch Steakhouse“. Er schätzte die afroamerikanische Kultur und insbesondere in jungen Jahren den Hip-Hop, war häufig in Kämpfe verwickelt und wurde während seiner Jugend zweimal wegen Körperverletzung verhaftet. Huang besuchte zunächst in Orlando die Dr. Phillips High School, dann die University of Pittsburgh sowie das Rollins College in Winter Park in Florida, wo er 2004 mit einem B.A. in Englisch und Film abschloss.
Bei Rollins gewann er auch den Barbara Lawrence Alfond English Award und den Zora Neale Hurston Award und war Sport- und Humorredakteur für die Schulzeitung The Sandspur. Im Jahr 2008 erwarb Huang an der Benjamin N. Cardozo School of Law an der privaten jüdischen Yeshiva University in New York City den Titel Juris Doctor. An der Cardozo School of Law arbeitete Huang am Innocence Project, war Präsident der Minority Law Students Association und Vizepräsident der Asian Pacific American Law Students Association und gewann 2006 die New York City Bar Association Minority Fellowship.

## Karriere
Huangs erste Tätigkeit war die Anwaltskanzlei Chadbourne & Parke in New York City, für die er als Anwalt für Gesellschaftsrecht tätig wurde. Von 2006 bis 2007 arbeitete er nur in den Sommermonaten, bevor er 2008 als Mitarbeiter in der Konzernabteilung der Kanzlei eingestellt wurde. Allerdings wurde er innerhalb nur eines Jahres infolge der Weltwirtschaftskrise von 2007 wieder entlassen und begann als Stand-up-Comedian und als Marihuana Dealer zu arbeiten.

### Designer für Kleidung
Von 2006 bis 2009 leitete Huang ein Unternehmen für Streetwear namens „Hoodman Clothing“, das ursprünglich „Bergdorf Hoodman“ hieß. Bei Hoodman kreierte Huang gemeinsam mit dem Art Director Ning Juang, einem Grafikdesigner, den er in Taiwan kennengelernt hatte, Kleidungsdesigns.

### Küchenchef und Gastronom
Da Huang, der in seiner Jugendzeit seiner Mutter zu Hause beim Kochen zugesehen hatte, sich selbst auch für die Zubereitung von Essen interessierte, lernte er von den Köchen mit unterschiedlichem kulturellem Hintergrund und Kochstilen, die in den Restaurants seines Vaters arbeiteten, selbst die Kochtechniken. Hier lernte er Management und wie man ein guter Annoncier (engl. Expediteur)  wird: ein Restaurantmitarbeiter, der die Kommunikation von Informationen und Aufträgen zwischen Hinter- und Vorderseite des Restaurants steuert und dafür sorgt, dass die Speisen so effizient und schnell wie möglich in der richtigen Reihenfolge zubereitet und dem Kunden unter höchsten Qualitätsbedingungen präsentiert werden. Als Expeditor zu arbeiten, war eine Fähigkeit, die er von seinem Vater gelernt hatte. 2011 wurde Huang zum Chow 13 ernannt, einer Liste einflussreicher Personen in der Lebensmittelindustrie, die jährlich von der interaktiven CBS Food-Webseite Chow.com präsentiert wird.

#### Restaurants
Im Dezember 2009 eröffnete Huang ein BaoHaus, ein taiwanesisches Gua bao (deutsch: Schweinebauch- bzw. Lotusblatt-Brötchen) im Lower East Side von Lower Manhattan. Im Juli 2011 verlegte er sein erstes Geschäft in die 14th Street (Manhattan) im East Village (Manhattan) und erweiterte seine Speisekarte.
Ein weiteres Restaurant, das Xiao Ye, war weniger erfolgreich und wurde nach schlechten Bewertungen und Kontroversen über den Verkauf des Alkoholischen Getränks Four Loko geschlossen. Sam Sifton, Kritiker der
New York Times, verlieh dem Restaurant null (von vier) Sternen und schrieb, dass „wenn Mr. Huang ein Drittel der Zeit damit verbringen würde zu kochen statt lustige Blog-Posts und schiefe Twitter-Updates zu schreiben, Hip-Hop-Videos zu veröffentlichen und auf Internet-Freunde, Rivalen, Kritiker und Kunden zu reagieren, könnte Xiao Ye eines der interessanteren Restaurants sein, die in den letzten Monaten in New York City eröffnet wurden“.

### Autor
Huang kreierte erst den Blog Fresh Off the Boat und veröffentlichte später dazu sein erstes Buch mit dem Titel Fresh Off the Boat: A Memoir mit dem Verlag Random House unter gleichen Namen. Fresh Off the Boat: Ein Memoir wurde Anfang 2013 veröffentlicht und erhielt von der amerikanischen Fachzeitschrift für Buchverlage Publishers Weekly und der New York Times positive Bewertungen. Sein zweites Buch Double Cup Love: On the Trail of Family, Food, and Broken Hearts in China wurde 2016 veröffentlicht.

### Fernsehen (TV)
Huang moderierte Ende 2011 Cheap Bite (deutsch: günstiger Biss) auf dem amerikanischen Pay-TV Cooking Channel und erschien auch in mehreren Episoden der TV-Serie Unique Eats. Nachdem er Cooking Channel wieder verlassen hatte, wechselte er zu Viceland, einem Fernsehkanal, der zum Besitz der multinationalen Marke Vice Media gehört. Unter dem inzwischen als Fresh Off the Boat bekannt gewordenen Thema, moderierte er ein wiederkehrendes Segment, das später zu einer einstündigen Show ausgebaut und in Huang's World umbenannt wurde.

#### Fresh Off the Boat
2014 orderte ABC eine auf seinem Buch basierende Fernsehserie, die ebenfalls Fresh Off the Boat genannt wurde. Die Hauptrollen wurden mit Randall Park und Constance Wu besetzt, der Kinderschauspieler Hudson Yang spielt dabei die Figur von Eddie Huang. Die Show debütierte mit jeweils zwei Vorschau-Episoden am 4. Februar 2015 und feierte ihre Premiere in der Prime Time am 10. Februar 2015.
Huang war freimütig in seiner Kritik über den Entwicklungsprozess der Show und schrieb einen langen Essay mit der Sorge darüber, dass seine Vision in der Show beeinträchtigt wurde. Und weiter meinte er noch, dass er sich die Show nicht ansehen würde, weil er denkt, dass die Handlung nach der Pilotfolge nicht das ist, was er in seinem Memoir geschrieben hatte.

### Film
Im August 2019 wurde angekündigt, dass Huang Regie führen und das Drehbuch zu Boogie, einen geplanten Film, schreiben würde.  Die Hauptrollen sollen mit Taylor Takahashi, Pamelyn Chee, Jorge Lendeborg Jr., Mike Moh, Dave East, Perry Yung, Alexa Mareka und Taylour Paige besetzt werden, wobei die Produktion des Films von Focus Features, einer amerikanischen Filmproduktions- und Verleihgesellschaft übernommen werden soll.

## Kontroverse
Im Jahr 2012 wurde Huang zum 2013 TED-Fellow ernannt. Später wurde ihm sein TED-Stipendium jedoch wieder entzogen, da er gemäß der Stipendienvereinbarung nicht an jeder Veranstaltung der Konferenz teilgenommen hatte, worauf Huang TED mit einem „Scientology-Sommerlager“ verglich.
Im Mai 2015 wurde Huang wegen seiner Kommentare zu schwarzen Frauen in einem Interview in der Talkshow Real Time with Bill Maher kritisiert. Er sagte: „Ich habe das Gefühl, dass asiatische Männer in Amerika so sehr entmannt werden, dass wir im Grunde genommen wie schwarze Frauen behandelt werden“. Später tauschte er sich mit seinem Twitter-Account @MrEddieHuang mit @BlackGirlDanger aus, wo er seine Kommentare verteidigte, die „Misogynoir“ genannt wurden.
Huang zog sich auch Kritik wegen seiner Aneignung der afroamerikanischen Kultur zu. Huang hatte erklärt: „Ich habe mich damit beschäftigt, über Menschen zu sprechen, die ihre eigenen Kulturen besitzen, die sie erschaffen haben, mit denen sie herübergekommen sind, um Menschen über die grundlegenden Werte der Kultur zu informieren“.
Dennoch bezeichnete die New York Times Huang als „ein wandelndes Mixtape postmoderner kultureller Aneignung“. Einige behaupten, dass Huang „frauenfeindliche Sprache und Einstellungen“, unkonventionelle englische Sprache und Kleidung sowie Erfahrungen mit der Polizei aufweist, die auf eine „Annahme einer Hip-Hop-beeinflussten Person“ hinweisen.